# Mesosetum rottboellioides
Mesosetum rottboellioides là một loài thực vật có hoa trong họ Hòa thảo. Loài này được (Kunth) Hitchc. mô tả khoa học đầu tiên năm 1909.